# Wielka rozróba
Wielka rozróba (ang. The Big Brawl) – amerykańsko–hongkoński komediowy film akcji, komedia z elementami sztuk walki z 1980 roku w reżyserii Roberta Clouse. Zdjęcia kręcono w Teksasie (San Antonio, Floresville).
W pierwszy weekend otwarcia film zarobił 1 108 025 dolarów amerykańskich, film zarobił łącznie 8 527 743 dolarów amerykańskich w Stanach Zjednoczonych.

## Fabuła
Koreańczyk szuka sławy i fortuny w latach 30 w Ameryce.

## Obsada
- Jackie Chan – Jerry Kwan
- José Ferrer – Domenici
- Kristine DeBell – Nancy
- Mako – Herbert
- Ron Max – Leggetti
- David Sheiner – Morgan
- Rosalind Chao – Mae
- Lenny Montana – John
- Pat E. Johnson – Carl
- Mary Ellen O'Neill – matka Domeniciego
- Don Stansauk – Kiss
- Chao-Li Chi – Kwan
- Jeep Swenson – zbir[3]